# Järfälla Bele IBF
Järfälla Bele IBF är en innebandyklubb i Järfälla i Uppland i Stockholms län. Klubben bildades 2023 genom en sammanslagning av Bele Barkarby IF och Järfälla IBK. Föreningens utvecklingslag spelar under namnet Järfälla Bele IBK..

## Se vidare
- Bele Barkarby IF
- Järfälla IBK